# Gaudenzio
Gaudenzio  è un nome proprio di persona italiano maschile.

## Varianti
- Maschili: Gaudenzo[3][4]
  - Ipocoristici: Enzio[5]
- Femminili: Gaudenzia[1][3][4], Gaudenza[3]
  - Alterati: Gaudenzina[4]

### Varianti in altre lingue
- Basco: Gaudentzi[6]
- Catalano: Gaudenci[6]
- Francese: Gaudence
- Latino: Gaudentius[1][2][4]
  - Femminili: Gaudentia[1]
- Polacco: Gaudenty
- Portoghese: Gaudêncio
- Rumeno: Gaudențiu
- Russo: Гауденций (Gaudencij)
- Sloveno: Gavdencij, Gavdencius
- Spagnolo: Gaudencio[6]
- Tedesco: Gaudenz
- Ucraino: Гауденцій (Gaudencij)

## Origine e diffusione
Dal soprannome e poi nome augurale latino Gaudentius che, tratto dal verbo gaudere ("godere", "gioire"), vuol dire letteralmente "gaudente", "felice", "allegro" (lo stesso significato dei nomi Ilario, Aliza, Blythe e Allegra).
La sua diffusione, ad oggi in realtà scarsa, è sostenuta dal culto di vari santi così chiamati, specialmente i vescovi di Rimini e di Novara; il maschile è attestato principalmente in Italia settentrionale, specie nelle province di Forlì e di Novara, mentre il femminile è accentrato in Sicilia.

## Onomastico
L'onomastico si può festeggiare in memoria di vari santi, alle date seguenti:
- 22 gennaio, san Gaudenzio, vescovo di Novara[2][7][8]
- 12 febbraio, san Gaudenzio, vescovo di Verona[8]
- 1º giugno, san Gaudenzio, vescovo di Ossero e monaco[8]
- 19 giugno, san Gaudenzio, vescovo di Arezzo e martire con altri compagni sotto Valentiniano I[8]
- 3 agosto, santa Gaudenzia, vergine e martire a Roma[9]
- 30 agosto, santa Gaudenzia, religiosa, martire a Roma con altre tre compagne[6][7][9]
- 11 ottobre (o 5 gennaio o 25 agosto o 12 ottobre in altre fonti) san Gaudenzio (al secolo Radim), arcivescovo di Gniezno[7][8]
- 14 ottobre, san Gaudenzio, vescovo di Rimini e martire[2][7][8]
- 25 ottobre, san Gaudenzio, vescovo di Brescia[7][8]

## Persone

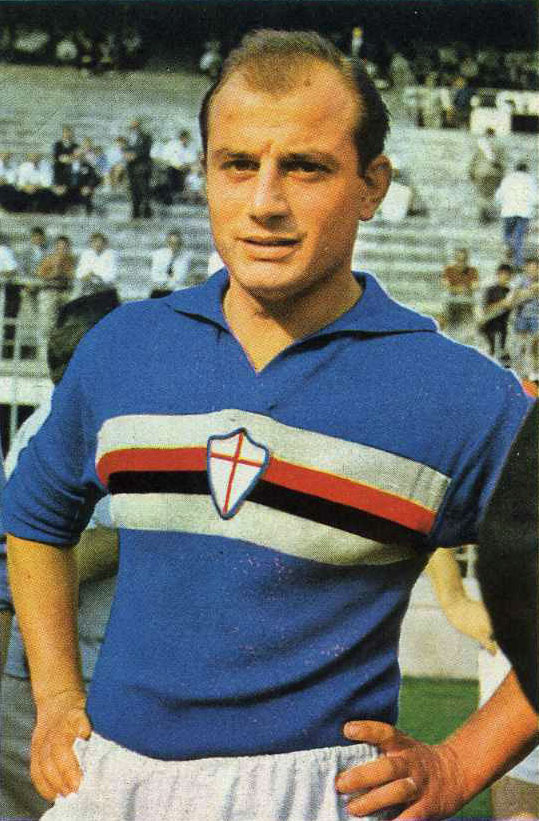
Gaudenzio Bernasconi

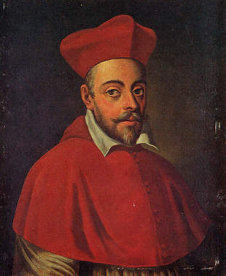
Carlo Gaudenzio Madruzzo

- Gaudenzio, governatore romano dell'Africa all'inizio del V secolo
- Flavio Gaudenzio, generale romano padre di Flavio Ezio
- Gaudenzio, figlio di Flavio Ezio
- Gaudenzio, vescovo di Pisa
- Gaudenzio di Arezzo, vescovo e santo italiano
- Gaudenzio da Brescia, teologo e religioso italiano
- Gaudenzio di Brescia, vescovo e santo italiano
- Gaudenzio di Gniezno, arcivescovo cattolico e santo ceco
- Gaudenzio di Novara, vescovo e santo italiano
- Gaudenzio di Rimini, vescovo e santo italiano
- Gaudenzio Bernasconi, calciatore italiano
- Gaudenzio Brunacci, medico e letterato italiano
- Gaudenzio Capelli, fumettista italiano
- Gaudenzio Colla, calciatore italiano
- Gaudenzio Dell'Aja, religioso, storico e saggista italiano
- Gaudenzio Fantoli, ingegnere e politico italiano
- Gaudenzio Ferrari, pittore e scultore italiano
- Gaudenzio Godioz, fondista italiano
- Carlo Gaudenzio Madruzzo, cardinale e vescovo cattolico italiano
- Gaudenzio Marconi, fotografo svizzero
- Gaudenzio Roberti, teologo e bibliotecario italiano
- Gaudenzio Sceti, scultore e incisore italiano
- Gaudenzio Sereno, calciatore italiano
- Gaudenzio Trentini, calciatore italiano

### Varianti maschili
- Gaudenz Beeli, bobbista svizzero
- Alberto Gaudêncio Ramos, arcivescovo cattolico brasiliano
- Gaudencio Rosales, cardinale e arcivescovo cattolico filippino